# イラン・イスラーム共和国における人権
イラン・イスラーム共和国における人権（イラン・イスラームきょうわこくにおけるじんけん）では、国際社会とイラン人の双方から懸念されているイラン・イスラーム共和国の人権問題について述べる。国連総会や国連人権委員会がイランにおける人権侵害に対して、出版された評価やいくつかの解決策の中で非難してきたにもかかわらず、イランの人権活動家や多くの作家、そしてNGOが人権の侵害を訴え続けている。
イラン・イスラーム共和国政府は公的政策－例を挙げれば、イスラーム共和国の憲法や法に従った抑圧と刑罰－および法の範囲を範囲を離れた行い－例を挙げれば政治犯への拷問と殺害、そして 反体制派および他の市民に対する暴力と殺害－の双方を批判されている。
国際的な人権の基準を守らない法的施策の中には、手足の切断といった犯罪者に対する過酷な刑罰、不倫・同性愛・イスラームからの離脱・ヒジャブの不着用など欧米諸国の基準では「犯罪」と呼ばれるべきでない行為が犯罪になっていること、18歳以下の犯罪者に対する死刑、ジャーナリストの投獄など言論・報道の自由に対する抑圧、憲法によって定められた性別と宗教に基づく差別、とりわけバハイ教徒に対する攻撃が含まれる。
法的次元を離れた施策の中で批判されているのは、1988年の政治犯の大量処刑、および被疑者から容疑に関する自白を引き出すために拷問が広く用いられていること、プロパガンダ・ビデオのために動員される市民などである。新聞社に対する爆弾テロやヒズボラなどの準公的機関による政治的反体制派に対する攻撃、 1990年に起こった政府内の「過激分子」による反体制派の人物が次々と殺害された事件などである。
これらのうちの全てでなくとも、少なくともほとんどが国際人権条約に違反しているが、イランはそれを認めていない。
ただし、イランの人権はハタミ政権以後改革努力がなされ、人権理事会でも2002年には1989年以来のイランの人権に関する決議が否決され、また、2003年には決議自体の審議も行われなくなった。しかし、2006年、1503手続でイランの人権状況が取り上げられ、審議継続が無投票で決定された。その後、2007年3月の人権理事会において1503手続に基づくイランの人権状況の審議打ち切りが採択された。とはいえ、国連総会第三委員会では1991年、2002年を除きイランの人権状況に関する決議が提起され続けている。
イスラーム共和国における人権状況に関して擁護的な意見としては、イラン国民の意見表明に対する恐怖の欠如の指摘がある。イラン国民は自国の政府の政策に対する批判をしばしば外国人に対して述べるという。「シリアのタクシー運転手が政治のことを話すことはめったにないが、イランでは政治のこと以外何も話さない」とさえいわれている。

## 憲法上および法律上の基礎

### 憲法によって保障された権利
イラン・イスラーム共和国の憲法は以下の内容を規定している。
- 民族および人種にかかわらず、平等な権利を保障されるべきこと（第19条）[3]。

また以下の内容も盛り込まれている。 
- 両性の平等（第20条）
- 女性の権利の保護（第21条）
- 表現の自由（第23条）、報道の自由（第24条）、結社の自由（第27条）
- 宗教的少数派は自由に彼らの宗教儀礼を行うことができる。

しかし、女性の権利、表現の自由、報道の自由、結社の自由は「法に背かない限りにおいて」、「イスラームの規範の範囲内で」、「イスラームの諸原則に反しない限り」、「法に別途の規定のない限り」、「イスラームの規範に抵触しない限りで」などの文言により制限されている。

### 人権侵害にかかわる法律の条項
イラン・イスラーム共和国においては、人権の侵害は時に組織的であり、広範かつシャリーアに基づいたイランの刑法に照らして合法的でさえある。
イラン・イスラーム共和国刑法は以下の二つの刑罰を区別している。すなわちフドゥード（固定刑）とキサース（応報刑）もしくはディーヤ（血の購い金もしくは タリオン法）の二つが区別されている。 フドゥード刑は国家に対する攻撃とみなされる犯罪に従事した人々に適用される。具体的には不倫、飲酒、不法侵入、軽度の窃盗、イスラームの権威に対する反抗、イスラームからの離脱と同性愛（この二つはイスラームの精神に反していると考えられている）である。刑罰の中には絞首刑、石打ち刑、斬首刑、人体の切断、鞭打ち刑（刑罰は通常公衆の面前で行われる）などが含まれる。 殺人や強姦などの個人的犯罪の被害者には、犯人に対しキサース、もしくはディーヤを求める権利がある。

#### 過酷な刑罰
伝統的なシャリーアに基づく窃盗犯への刑罰に従い、イラン・イスラーム共和国の裁判所は何度か犯人に対し、「右手と左足の両方を切断し、杖の助けをもってしても歩行が（不可能でなくとも）困難になるようにせよ」との判決を下したことがある。ISNAの報道するところに従えば、これは実際にシスタン・バローチスタン州において五人の窃盗犯に対し、2008年1月に執行された。
2002年12月には、司法長官である マフムード・ハシェム・シャールーディーが石打ち刑を廃止し、他の処刑方法に変えることを求めるメモを判事たちに手渡したとされている。しかし、石打ちによる死刑は未だに法的に有効であり続けている。

#### 性による差別
イランの法律は伝統的なシャリーアに則っている為、男性に優越した地位を与えている。これはイラン民法の中のいくつかの条文に見て取れる。
- 刑法において、女性の命の価値は男性の命の価値の半分
- 夫もしくは父親による書面での許可がない場合、女性は一人で旅行できない[9]。

さらに、相続法では
- イスラーム共和国の相続法では、女性の相続額は男性の半分[9]。
- ある男性が子孫を残さずに死んだ場合、彼の遺産は両親に相続される。このとき両親が二人とも存命ならば、死亡者の父は遺産の 2/3 を、母は 1/3 を相続する。ただしこれはホジャブ（母親の取り分を減ずる死亡者の親戚、たとえば死亡者の兄弟姉妹）が存在しない場合であり、存在する場合、死亡者の母は遺産の 1/6 、父はその 5/6 を相続する（第 906 条）。
- もし死亡者の最も近縁の相続人が叔父・叔母であった場合、叔父の取り分は叔母の二倍である（第 920 条）。
- もし相続人が死亡者の子供であった場合、息子の取り分は娘の二倍である（第 907 条）。
- もし相続人が死亡者の孫であった場合、全て息子の子供であれば、孫息子の取り分は孫娘の取り分の二倍である。全て娘の子供であれば、遺産は平等に分割される（第 911 条）。

イランのイスラーム法において、女性は未熟で保護を要する存在とされている。

#### 表現と報道の自由
メディアにおける自由な言論を保障した憲法の条文は、同時に報道に対する規制内容を明確化した法律の存在を要請している。1985年の報道法はこれにしたがい「イスラームの原則にとって有害な言論」、「公的利害に反する言論」を禁止している。ヒューマン・ライツ・ウォッチの報道するところに従えば広範囲な権限を持つ検閲官が、言論の自由に対する制限を行い、“有害”な内容を調査するとしている。

#### 信教の自由
憲法においてゾロアスター教徒、ユダヤ教徒、キリスト教徒に対し宗教儀礼の自由が認められており、非シーア派のムスリムに対して“完全な敬意”を払わなければならないと定められている（第12条）ものの、非宗教的な思想を持つ人々の存在は認められておらず、教育権や参政権などの基本的人権すら保障されていない。 バハイ教徒もその存在を認められておらず、迫害されている。バハイ教徒であったモナ・マフムードニジャードも1983年に処刑された。
フドゥード刑に関する成文法は非ムスリムに対しムスリムと平等の権利を与えていない。例を挙げれば、ムスリム女性と不倫したムスリムの男性は鞭打ち100回の刑に処されるのに対し、ムスリム女性と不倫した非ムスリムの男性には死刑が宣告される。 
イスラームから他の宗教に改宗する（離教）権利は、憲法の第23条にある「個人の心情に関する調査はこれを禁ずる。何人もある信条を持っていることを理由に嫌がらせを受けたり、または義務を負わされることはない」という条文により一見保障されているかのように見えが、憲法の第167条には判事に対し「権威あるイスラームの典拠と正当なファトワーに従い判決を下す」権利を与えている。イラン・イスラーム共和国の樹立者であり、イスラーム法学者でもあるルーホッラー・ホメイニーはそのような人物であるとイランにおいてみなされているが、彼の出したファトワーによれば「イスラームからの他の宗教への改宗、および離教は死刑に処されるべきだ」とのことである。
離教者に対する死刑判決は、体制への反対者とみなされる人々に対し、たとえ彼らがイスラームから他の宗教に改宗したと述べていない場合でも宣告され続けてきた。そのため外部からは、この刑罰は宗教的であるよりはむしろ政治的なものであるという見方もされている。例を挙げれば、ハシェム・アガジャーリーはイラン国民に対し、「イスラーム法学者に盲従しないよう」呼びかけたことにより、離教の罪に問われ死刑を宣告された。

#### 政治的自由
2008年度の報告書によれば、ヒューマン・ライツ・ウォッチは「イランの国家保安法は平和的な政治的意見の表明、政治結社、政治的集会を恣意的に抑圧し罰するために用いられており、これはイランも批准した国際人権規約に違反している」と述べている。例を挙げると、「外国の組織や個人、情報源との接触は、国家の安定を脅かしたとしてその行為を行った個人を犯罪者として追及することができる」とのことである。
その様な追求と、政治的デモに対する過酷な刑罰の例は、1999年7月の学生デモの参加者であるアフマド・バテビーが「イスラーム共和国の体制に反抗するプロパガンダ」の罪により死刑判決を受けたことである。血に染まったシャツを掲げた彼の写真は、エコノミストの表紙を飾った。彼は当初死刑を宣告されたが、後に15年、さらには10年の投獄へと減刑された。

#### 未成年者の人権
子供の権利条約の批准の際の宣言において、イラン政府は以下のようなコメントを出している。 
イラン・イスラーム共和国政府は、条約内の条項の中でイスラーム法および国内ですでに効力を有する法と相容れないものについて、その適用を取りやめる権利を保持する。
イラン・イスラーム共和国は 18 歳以下の人間に対する死刑を執行し続けている。アテファ・サハーレに対する絞首刑の執行は国際社会の関心を集めた最新の事例である。
2003年12月には、死刑執行の最低年齢を18歳にする法案が議会を通過した。しかし憲法擁護評議会による批准はされていない。この評議会は非民選の組織で、議会の可決した法案に対する否決権を有している。
イランは自由権規約や子供の権利条約の締約国であり、犯行時18歳未満だった者に対して死刑を適用しない義務がある。
にもかかわらず、イランは2005年に入って少なくとも8人の未成年犯罪者を処刑した。
そのうち2人は処刑された時にまだ18歳になっていなかった。子供の権利条約締約国の条約履行状況を監視する国連子供の権利委員会は2005年1月、イランに対して、18歳未満の時の犯罪で有罪判決を受けた者に対するすべての死刑執行を即時停止し、未成年犯罪者に対する死刑を廃止するよう要請した。
子供の権利委員会は、イランが子供の権利条約を批准しているにもかかわらず未成年犯罪者を処刑し続けていることを非難した。同委員会がイランの第二回定期報告書を審査していたその同じ日に、17歳の時の犯罪でイマン・ファロヒ氏が処刑された。
18歳未満の時の犯罪への死刑適用を禁止する法案は、すでに4年間も審議されているが、まだ成立していない。イラン政府高官は殺人罪（刑罰はキサース刑）とその他の死刑相当犯罪を区別しており、もしも法案が成立しても、未成年犯罪者への死刑がすべてできなくなるわけではないとしている。アムネスティはイラン政府に対し、18歳未満の者の犯罪については、殺人も含めていかなる犯罪によっても死刑判決を受けないように保障する措置を緊急にとるように求める。
12月に入ってからイランで処刑された人は少なくともほかに5人いる。